# Темиме, Жани
Жани Темиме (фр. Jany Temime) ― французская художница по костюмам. Она наиболее известна своей работой над шестью из восьми фильмов о Гарри Поттере, каждый из которых принес ей номинации на премию «Сатурн». Она получила премию Гильдии художников по костюмам в 2012 году за фильм «Гарри Поттер и Дары Смерти. Часть 2» и в 2013 году за фильм 007: Координаты «Скайфолл».

## Юность
Темиме провела большую часть своего детства в Париже, Франция. Дочь владельцев французской компании прет-а-порте одежды, она прошла путь от шитья нарядов для своих кукол до разработки, подгонки и изготовления костюмов для школьной постановки всего класса в возрасте восьми лет. В Париже она получила степень магистра французского языка и литературы в Парижском университете Нантера, а также сертификат по истории искусств.

## Карьера
Её первая работа была в журнале Elle в качестве журналиста. Во время обучения там ей посоветовали начать карьеру в киноиндустрии, поэтому она переехала в Нидерланды, где начала заниматься дизайном костюмов для короткометражных фильмов и рекламных роликов, а позже получила признание за свою работу над несколькими крупными голландскими кинопродукциями, такими как «Лифт», «Циске, крыса», «Остается надеяться», а также удостоенными премии Оскар постановками «Антония» и «Характер». После переезда в Лондон Темиме работала художником по костюмам в последних шести фильмах о Гарри Поттере, фильме «Гравитация» и двух последних фильмах о Джеймсе Бонде 007: Координаты «Скайфолл» и «007: Спектр», повысив свой опыт до международного признания.
Темиме отказалась вернуться в качестве дизайнера костюмов для спин-оффа фильма о Гарри Поттере «Фантастические твари и где они обитают», потому что чувствовала, что её участие во франшизе должно было закончиться после завершения основной серии.
В 2017 году Темиме присоединилась к бренду товаров для художников Prismacolor, продукцию которого она часто использует для своих собственных работ.
Она выступает в качестве дизайнера костюмов для предстоящего производства кинематографической вселенной Marvel «Черная вдова».